# ノノノノ
『ノノノノ』は、岡本倫による日本の漫画作品。『週刊ヤングジャンプ』（集英社）にて2007年から2010年まで連載。

## 概要
週刊ヤングジャンプにて2007年10月（2007年第47号）より週刊連載を開始、2010年12月（2011年第2号）終了。単行本は全13巻。ノルディックスキージャンプを題材としたスポーツ漫画。
物語の時期は2012年から2014年冬季オリンピックまでの約2年間である（2002年に5歳の設定だった主人公が、作中で15～16歳であることから判断できる）。
作中でも触れられている1998年長野オリンピックまでは現実通りであるが、その後の冬季オリンピックがアンカレッジ開催となっており（現実は2002年はソルトレークシティ開催）、現実とは異なる世界観（パラレルワールド）になっている。主人公が出場目標とする2014年冬季オリンピックの開催地も作中では明示されていない（現実では2014年はソチ開催）。

この物語の主要部は、女性主人公が自らを男性であると偽って、男子選手としてオリンピックでの金メダル獲得を目指す、という所にある。この設定が使えた理由は、連載開始当時はスキージャンプ女子種目はオリンピック種目に採用されていなかったこと、また、その予定もなかったことにある（世界選手権も2009年からテスト採用。2010年オリンピックでの採用は見送られていた）。
因みに、女子種目がIOCによりオリンピックに採用されることが正式に決定したのは連載終了後の2011年4月6日である。また、連載開始当時の女子ジャンプ選手がほぼ皆無（この時期の全世界の競技人口は僅か約70名）であったことから、作中（主人公が小学校時の回想シーン）では主人公が女子であることによる女性差別の描写も僅かながら存在している。
作者は、スキージャンプという一般人が経験できないスポーツの特殊性、また、諸規則がオリンピック毎に大きく複雑に変更されるという現実のスキージャンプ競技事情を考慮し、作中で競技の前後にルールの解説を細やかに入れている。その方法は、多くのスポーツ漫画がとっているような別枠を設けてルールを解説する作者（第三者）視点の「独語り方式」ではなく、場面毎に登場人物の組み合わせを換え、巧みに入れ替え、その登場人物同士に会話をさせながら語らせる工夫がされている。またジャンプのシーンでは、競技中の会場アナウンスを極限まで減らすことで、読者視点を第三者側から競技者側に移し、緊迫感・リアリティを巧みに演出している。
次々に変更されるジャンプ競技のレギュレーション、そして女子種目が正式採用されるかどうか（採用するかどうか議論されたのは2010年冬季オリンピック終了後）微妙な時期の連載であったため、揺れ動く現実のスキージャンプ界に沿わせたストーリーの構築に苦労していたことが最終巻まで読む中から伝わってくる。
連載終了の約3ヶ月後の2011年4月6日に、女子スキージャンプは次期オリンピック種目になることが正式決定された。
単行本1巻帯部分には漫画家冨樫義博による推薦のコメントが書かれている。また、2008年12月23日の深夜に放送された「マンガノゲンバ」（NHK BS2）に作者の岡本本人が出演し、本作が取り上げられた。

## ストーリー
スポーツ雑誌記者の与田は、スキージャンプの有望選手である加東の取材をするために、加東が練習する妙高を訪れる。そこに現れた巨大なオーラを纏う謎の少年は、加東をとてつもない飛距離、バッケンレコード（ジャンプ台記録）で圧倒し、その場にいた者たちは「未来の金メダル候補」の出現に驚きを隠せなかった。
しかし、その少年「野々宮 悠太」には更に驚くべき秘密があった。それは悠太が、実は少女「ノノ」であること。オリンピックスキージャンプ競技は男しか出場できないことから、ノノは性別を偽ってオリンピックに出場しようとしていたのだ。
男として振舞わなくてはいけない苦悩。サポートしてくれる周囲の思いやり。同じ目標を持つライバル達との友情。それらをすべて背負い込み、糧としながらノノは成長する。
金メダル候補として期待されながらもオリンピックでジャンプを失敗し、メダル獲得すら出来なかったノノの父「悠介」。叶わなかった父の夢を代わって実現しようと決意するノノ。同じく父悠介の夢のため、そしてノノの夢のために、名と存在をノノに譲るべく自ら命を絶った双子の兄「悠太」。2人の思いを背負いながらノノは金メダルを目指す。

## 登場人物
同名のキャラがいるため、便宜上主人公を「ノノ」、主人公の双子の兄を「悠太」と記述する。なお、登場人物の苗字は和歌山県の地名由来のものが多い（由良、御坊、新宮など）。

### メイン
声の項はVOMIC版のもの。
野々宮 悠太（ののみや ゆうた）/ 野々宮 ノノ（ののみや ノノ）
声 - 能登麻美子
本作の主人公。北海道余市町出身（第14話の卒業アルバムより）。身長：160cm。誕生日：12月24日。成績上は道内85位のジャンパーでしかなかったが、妙高で全日本選手権3位のジャンパー・加東に野試合を申し込み、バッケンレコード越えの記録を叩き出して圧勝したことで注目を集める。
容姿端麗、成績優秀、運動万能で、垂直跳びは第2話によれば130cm以上。どこか人を避けており、クールな印象を受ける為、成績で上回る普通科の生徒には快く思われていない。
正体は悠太の双子の妹であり、後者が本名。かつては由良姓を名乗っていたが、父親の失敗による悪質な嫌がらせを一家で受けた為、兄と共に母親の旧姓に改姓した。また、父が働かなかったため私生活はそれほど裕福ではなく、経済的に困窮している模様。
男装時はコルセットを使って胸を隠し、女性であることがバレないように注意しており、口数を抑えている。精神的にも強くなりたい故に、言動が好戦的で相手を貶す傾向にある。しかし、実際には非常に繊細で傷つきやすく、すぐに泣いてしまう。また、女らしさを隠す反動や父に認められなかった経緯からか、お洒落したいという欲求も人一倍強く、見せ場や他者からの信頼には強い憧憬や感動する面も見せ、ファンを男女問わず求める姿勢がある。6年後のオリンピックまでは素性を隠し通す自信が無く、2年後のオリンピックに全てを賭けているため、形振り構わない姿が散見される。優しいが感情的で相手の心の機微や空気を読む能力に若干の欠如があり、尻屋の様に遠回しで捻くれた優しさには気付きにくい。
天津に淡い恋心を抱いている。また、女装時に尻屋と岸谷に一目惚れされて（ただし、天津には「悠太の女装」と勘違いされ正体はバレていない）、それを機に女装時の自分を「ノリコ」と名乗っている。興梠からにも好意を抱かれている。
父親に金メダルを捧げるべく兄と共にジャンプを始め、父親譲りの類い希なるジャンプの才と男子のトップジャンパーに匹敵する実力がありながら、オリンピックのスキージャンプ競技に女子選手は出場出来ない事への絶望と、結果を出せない兄に対する遠慮もあって中学入学時に一度ジャンプを辞めたが、兄の自殺と遺書により中学3年生の春を機に兄と入れ替わり、父親の果たせなかった「オリンピックで金メダルを獲る」夢を追うことになる。この時に長髪を切り、兄と髪型がそっくりな現在のノノの姿となった。時々現れる悠太の幻影を見ると実力が発揮できなくなってしまう。
父親への暴言や罵倒、実力の自信からオーストリアの天才ジャンパー・ハンスに怒り心頭のまま実力も確かめずにいきなり対決を挑み、初めての完全敗北と世界の障壁に対する挫折を味わう。更にその際に指摘された「欠点」を認めないまま北海道遠征に挑んだが、スタートの直前に悠太の幻影から「飛ぶな」と忠告を受けるも、結局ノノは集中の切れた状態でスタートを切ってしまい、空中での姿勢制御に失敗。そのまま地上へと墜落することとなり、父親の二の舞を演じてしまう。その後の地区大会で復帰するも、転倒の恐怖から実力が出せず尻屋に大きく差をつけられるが、天津に励まされ持ち直す。悠太の幻影に励ましを受けて恐怖を克服、高記録を叩き出し、天津のサポートもあって見事にインターハイ出場権を手に入れる。
16歳の誕生日当日に火野から性的恥辱を受けた事が新たなトラウマとなり、以来正体がバレることに異常な恐怖心を抱くようになった。これを機に精神や体を鍛えたり下着を男性のものに変えて完全に男として振舞うようになり、お洒落も一切しなくなった。
雑誌掲載の最終回では転倒の衝撃でユニフォームが破れ乳房が丸出しになり、女であることが周囲にバレてしまったが、単行本ではその出来事は夢であり、最終的には見事オリンピックの代表に選ばれている。さらに作者あとがきに添えられたイラストで、何らかのメダルを獲得した事が示唆されている。
興梠 みかげ（こうろぎ みかげ）
声 - 福原香織
世界フィギュアスケート選手権で金メダルを取った天才で、数々の男性から告白を受けてきた美少女。学年4位の成績を取る優等生でもある。高校入学後、ノノの容姿とオーラに惹かれて告白する。ある一件からノノを女装趣味のある変態だと勘違いし、それをネタに彼女を「マイスレイブ（奴隷）」と呼び、一方的な主従関係を結んでいる（※表向きには恋人同士）。ノノが寮で（正当防衛で）暴力事件を起こしてからは、彼女を自分の家に同居させるようになったが、向こうから告白されるまでは受け入れるつもりは無いらしい。プライドが高い反面、ノノに対しては事ある毎に抱きつくなど人目を憚らない所もある。また、落ち込むことが多いノノを慰めたり、肉体関係を望んだアプローチなど健気で積極的な行動も多く、ノノからは友達として好かれている。ノノが天津に好意を持っていることを見抜き、天津を恋敵としてライバル視するようになるが、逆に彼に好意を持たれている。そのため、天津から寄せられる好意は鬱陶しく感じている。
世間では「天才少女」として通っているが、実際は裏で筋トレ等の地道な努力に励んでいる努力家。競技の特性によるものもあるが、持久力では完全にノノと天津を上回る。
作中でフィギュアスケートを披露する場面は無いが、単行本の表紙に競技中のイラストが描かれている。
天津 暁（あまつ あきら）
声 - 前野智昭
ノノと同じスキー部の1年生であり、全中体優勝経験を持つ天才ジャンパー。登場時にノノとの出会いが「日本のジャンプの歴史を変える」と予告されていた。ジャンプ一家に生まれたサラブレッドで家族を誇りに思っているが、祖父・父共に銀メダル止まりで、子供の頃から「銀メダルコレクター一家」と揶揄され続け、コンプレックスとなっている。そのため自分が金メダルを取ることで、銀メダルコレクターのレッテルを剥がそうとして、非常に勝気な性格であり、「負けるくらいなら死んだ方がマシ」と、命に関わる危険なジャンプを平然と行い、ノノと出会うまで同世代では負け知らずだった。普段はクールで寡黙なため目立たないがメンタルはやや弱く、飛距離にムラがあり（父親曰く「最大の欠点」で、「今のままでは世界相手には太刀打ちできない」と評されている）、北海道ではノノの転倒に動揺して岸谷に大きく後れをとり4位に終わった。ノノのことは自分以上の逆境にいながらも自分を上回る実力を持つ選手として尊敬し認めている。また、初めて出会った自分と同じ夢を持つ仲間として強い友情を見せており、地区大会では転倒の恐怖に苦しむノノを立ち直らせ、サポート役を務めた。相手の心の機微や空気を読むことに長けている。
ノノに好かれているが、自身はみかげの事が好きだから、ノノに嫉妬している。彼にとってみかげはプライドの高い自身が認めた「唯一の女性」である。後に全日本ジュニアに招聘されそれを受けるが、その真意はワールドクラスになることで世界チャンピオンのみかげとの距離を縮めたいとの思いもあった。海外遠征で参加したコンチネンタルカップで優勝し着実にオリンピックへの道を進んでいる。
女性アレルギーであり、女性に近づかれるだけで蕁麻疹が出るが、好きになると出なくなる為、ノノとみかげだけは平気になった（ノノはハグした際に一度再発している）。
岸谷 弘基（きしたに ひろき）
ノノ、天津と同じスキー部の1年生。ノノの良き理解者の一人。辛党でタバスコの一気飲みが出来る。尻屋の小学生時代の仲間でもあり、故に尻屋のことを異常に恐れていたが、サマージャンプ大会で彼の友人想いの一面を知り、休日の外出に付き合ったりと態度を軟化させた。中学時代は常に天津の後塵を拝していた。猛者揃いのメンバーの中では技術も体力も平均、勤勉というわけでもなく大会前でも周囲ほど練習していない。常に向かい風を意識して前傾姿勢で跳ぶため、無風時の記録は非常に悪いが、向かい風が吹けば大きく飛距離を伸ばせる。北海道の大会では風に恵まれ、ノノの転倒に動揺した天津を差し置き、1位で代表入りを果たすが、それは雪野高校が奥信の戦力を低下させるために仕組んだものだった。一度は、転倒を経験した恐怖により尻屋に大きく水をあけられたノノの代表選出を危惧し代表入り辞退を申し出るが、ノノ自身に断られる。実はノノとは8年前に北海道で会っていた。
北海道遠征の際、偶然ノノの正体を一方的に知ることになるが、女子でありながら男子を上回るノノの実力を認め、秘密を隠す事を決意する。そしていつしかノノに好意を抱くものの、性欲の赴くままノノにセクハラを働き続け、意識のないノノを裸にして体を触った際に、それまでのセクハラを故意にやっていたことがばれ、一時期嫌われてしまう。そのショックから逆にノノに冷たい態度を取ったり、脅そうなどと卑劣な考えを起こするが、その後ある事件をきっかけにノノとの関係を修復する。
傷の癒えぬままインターハイに出場。1本目では失敗してしまい奥信を不利な状況に追い込む。尻屋はそれに怒り狂ったが、彼の気遣いに最高のジャンプをする覚悟を抱いた。しかし、直前になって諦め棄権しようとするが、8年前に会った少女がノノということに気付き考えを改め、命懸けのジャンプを決行する。体勢を崩すものの執念で建て直し、奥信高校を優勝へ導くも、着地の衝撃が傷に響いて競技後に倒れてしまう。
前述のセクハラ行為や火野の暴挙で殺人を決意したり、インターハイで尻屋の温情による棄権回避のため尻屋を崖から転落させて命懸けで競技に臨むなど、かなり狂気的な暴走をする危険な一面がある。

### 奥信高校スキー部ノルディックグループ
尻屋 潔（しりや きよし）
スキー部の先輩。人望が無くスキー部の部長になれず、スキー部初代「皇帝」と名乗っている。自分の名前や外見（アフロに近い天然パーマ）に猛烈なコンプレックスを抱いており、過去に彼を陰で「アナルショップ」（「尻屋」の直訳）と呼んだ生徒は3日間行方不明となった後、退学した模様（ただし、自分が本気で一目惚れした相手にはそう呼ばせている）。実は裕福な家系の生まれで、父親は地元選出の政治家（法務大臣）であり、妹もいる。
190cmを超える長身で肩幅も広く、前年度のインターハイでは3位という実績を残している。喧嘩においても柔道全国ベスト8の尾形や武装した不良の集団すら瞬殺する程の力を持ち、スキー部員達から恐れられている。みかげの狂信的なファンであり、オトすためのシミュレーションレポートにまとめていたが、後に部員の計らいによって念願の対面を果たした際に、タイミングが非常に悪く「アフロの変態」と呼ばれ完全に嫌われてしまった。その後、ドレスアップしてそらとショッピングしていたノノと偶然の出会いを果たし、正体を知らないまま一目惚れしてしまう。ノリコ（ノノ）に惚れた後は純情な一面も見せ、決して暴力を振るわないというノリコとの約束を守り大勢の不良に袋叩きに遭っても一切反抗しようとしなかった。
女性に対しては一途な面もあるが、恋人として付き合うというのを必要とせずに「受精をしましょう」と持ち掛け、また求めれば対象を1人に絞らず（みかげもまだ諦めていない）、ノリコの「女の子なら誰でもいいくせに」という問いにも「好みは人間の女の子だけです」（要約すると「獣姦は無理」）と答えていたり、性に関しては人並み外れた思考を持つ。エロ漫画を読みながら自慰ではなく、「おかず」という呼称の意味通り、白飯を黙々と食べている。プレゼントのセンスも異常で、ノノの誕生日プレゼントに真冬にも関わらず麦茶のティーバッグの箱（しかも使いかけ）を冗談のつもりではなく本気で贈っている。
非常に短気で粗暴。言動も欲望に忠実で、歯に衣を着せず空気を読まない。その普段の素行から誤解され、ギリギリまで人を気遣うことはないが、実際は素朴で非常に友人思いな面があり、幼馴染みの形見の板にこだわって小学生の頃からずっと同じ板を使い続けている。新宮の事故についても深い責任を感じており、サマージャンプ大会においては板に細工が施されていることを知りながら敢えて彼の成功のため、決死の行動で重傷を負った。その後は順調に怪我も回復し、新宮の仕掛けで破損した板（その板の名前の部分を加工して肌身離さず持っている）から長い板に変えた。また、復帰後はノリコによる影響で、髪型がアフロからストレートパーマに変わり、眼鏡も非着用となっている（ただし最終話は初登場時のアフロに戻っている）。
地区大会では、ノノの覚醒と痛恨のミスでインターハイ出場権を逃し、父との約束通りジャンプを辞めようとするも諦めきれず、天津の海外遠征で奇跡の復活を遂げる。
こと、ジャンプに関しては非常に真面目であり、相手選手を暴行で潰すような不正は行わない（ただし、相手から攻撃、または何らかの問題行為を行っていた場合、暴力の行使は辞さない）。また、インターハイでは御坊の代わりにチームを引っ張り、コンディションのため早寝、順番や風の一瞬の流れも見逃さないジャンプなど徹底的に最善策を打っている。インターハイでは負傷した岸谷の身体を案じて棄権を申し出る判断を下すなど、リーダーらしい行動に出るが、優勝のチャンスを諦め切れない岸谷に崖から突き落とされた。
新宮 学（しんぐう まなぶ）
スキー部の先輩。全国の頂点を狙える程の力を持ったジャンパーだったが、前年度のインターハイにおいてジャンプ中にスキー板が外れるアクシデントに見舞われ、内臓破裂の重傷を負って棄権した。
事故の原因は火野（後述）であったが、尻屋も独自の考えを持って彼の板に手を加えていたため、本人は尻屋が犯人だと誤解し、深く恨んでいた。復帰初戦となったサマージャンプ大会では火野から地元の名門実業団である鹿川建設への推薦を交換条件として尻屋の板に細工を施す。目論見通り尻屋は重傷を負うこととなったが、程なくして尻屋が自分の板に手を加えた本当の意味を知ってしまい、慟哭と共にその場へと崩れ落ちた。その後、尻屋と和解するが、事ある毎に蒸し返され、自虐ネタにするようになる。
後に地区大会では、彼もインターハイを目指して転倒の恐怖を超えたジャンプを見せるものの、ノノと尻屋の圧倒的な実力の前に涙を呑む。その後は自分が集めた強豪校の情報をノノ達に渡す。
御坊（ごぼう）
スキー部の顧問。練習中や遠征先の北海道でもなぜか白衣を着ており、ノノからは不審に思われている。尻屋の異常な後輩しごきについては「体育会系なら先輩の言うことには従うもの」として放任している模様。選手をほったらかして一人だけ温泉旅館に泊まるなど無責任なところがある。
ライバル校である青鹿学園コーチの火野は現役時代の先輩であるが、関係はあまり良好とは言えないようである。
佐藤 健（さとう けん）
ノノのクラスメイト。純朴そうな外見とは裏腹に過激な妄想癖がある。スキー部のクロスカントリーチームに所属はしているものの、ノノや天津らのように秀でた才能は無くそのグループを「特別な存在」として認識している。しかし、陰で努力するノノを見掛け、考えを改める。しかし、男と思い込んでいる悠太（ノノ）を女性化して劣情を抱く自分に葛藤している。風邪で意識が朦朧としている状態で、お見舞いのため現れたノノを夢と勘違いし、セクハラに及ぶがノノに殴られ現実と気付くと、二階の自分の部屋の窓から飛び降りるという（落下点に積もった雪がクッションとなりほぼ無傷）、岸谷ばりの後先考えない無謀な行動をする。
インターハイでは、与田と同様競技の解説役を担っており、ジャンプの知識と観察力はある模様。

### 野々宮家
野々宮 悠太（ののみや ゆうた）
ノノがジャンプ台に上がろうとすると現れる、嘲笑を浮かべた青年の幻影。正体はノノの双子の兄。本編冒頭からすでに故人。
妹と同じくかつては父親の姓を名乗っていたが、周囲からの嫌がらせを受け、それを機に姓を野々宮に改姓した。中学3年生の春に起こった後述の火事で死亡したが、戸籍上ではノノが死亡したことになっている。
周囲から過剰にバッシングを受ける父親に金メダルを捧げる為、ノノと共にスキージャンプを始めた。幼い頃は大会でもK点超えの記録を出していたが、ノノは同世代の男子を軽々と上回る成果を挙げていた。以降、年を経るにつれ、努力の甲斐なく並以下の成績しか残せず、父から虐待並みの過剰なスパルタ教育が施されるようになってしまう。自分に気遣ってジャンプを辞めたノノに申し訳なく思い、「結果を出せなければ殺す」と父親に宣言された際も、自嘲気味な表情を浮かべていた。それでも周囲には金メダルへの夢を語り続け、生活の全てをジャンプに捧げていたため、自信家で傲慢な性格という評判を得てしまった。
一方、優れた美術の才能があり、当時の美術教師からもその道に進むことを薦められるが、自分はジャンプの道以外進めないという義務感からその言葉を拒絶する。その後、道内での成績が85位に終わったことによって父に完全に諦められ、絶望して狂気に陥ってしまう。最終的には自分ではもはや父親を救えないと考え、ノノに今後は「悠太」としてジャンプをするよう遺書を残し、家を放火して自殺する。死の間際になって美術の道への憧れを吐露し、奇しくもその時、学校には彼の描いた絵が内閣総理大臣賞を受賞したという知らせが届いていた。
北海道遠征時には、悲しい表情を浮かべた少年の姿でノノの前に現れ「飛ぶな」と忠告した。それは、彼が死してもなおノノのことを心配し、危険を告げようとしていたためだった。その後においても、やはりノノに危険を知らせるために度々現れ、時として助言も与えていた。
最終話において悠太に酷似した人物が登場したが、単行本においてはその登場シーンはカットされている。
由良 悠介（ゆら ゆうすけ）
アンカレッジ冬季オリンピックでジャンプ日本代表だった男性。野々宮兄妹の実父でもある。その性格は能天気と評されしばしば大口を叩くなど、良きムードメーカーだったが、メンタル面の弱さに大きな問題があった。足の怪我が原因で試合出場の機会が得られず、オリンピックも初出場だったが、地元では出場前から金メダル獲得の凱旋の準備が行われるなど過度の期待が寄せられていた。その期待に応えるため、足の怪我が完治していない事実を伏せたままオリンピックに出場したが、結果としてジャンプを失敗、日本の団体金メダルの夢を打ち砕いてしまったことで、世間から猛烈なバッシングを受けるようになり、そのまま表舞台から姿を消した。
その後も彼に対するバッシングは更にエスカレートし、自宅にまで悪質な嫌がらせを受けるまでに発展。4年後には実業団を解雇されてジャンプの夢を絶たれ、今までの能天気な性格を失い、自らの受けた屈辱を晴らすため、悠太に対して虐待同然のスパルタ教育を施す冷厳な鬼へと豹変してしまう。一方でノノのことは（女性はスキージャンプでオリンピックに出場できないため）ほぼ放任していた。後に指導の甲斐なく 悠太のオリンピック出場が絶望的だと分かり、自殺を試みるが、発見が早かったため命は取り留めた。現在は病院にて昏睡状態となっており、混濁した意識の中で悠太が金メダルを獲る夢を見ている。
彼の失敗によってオーストリアが金メダルを獲得したことで、オーストリア勢からは身の程知らずと嘲笑されている。10年以上経った現在でも当時の選手とその親族の遺恨となっている。それが原因で、日本でも一部の選手からはあまり快く思われていないようである。
野々宮兄妹の母
由良悠介の妻であり、旧姓「野々宮」。戸籍上においてシングルマザー。名前は不明。悠介がスポーツ界から退いた後、病で床に伏せている。現在、生死は不明。

### 雪野高校（北北海道）
昨年のインターハイでは圧倒的な力で優勝し、個人戦でも優勝と準優勝が雪野高校の選手という強豪校。
ノノが奥信高校に入って初めて接触したのは夏の札幌遠征の時で、その時ノノの頭の中に8年前真岡に襲われたことがよぎった。赫が海外遠征に参加しているため、夏の大会では奥信の戦力を低下させるため岸谷がインターハイメンバーに選ばれるよう仕組んだ。しかし、赫が突如インターハイへの出場を決め、新宮は「真岡・笹宮・赫の組は完全に隙がなくなる」と評している。
真岡 護（まおか まもる）
雪野高校のジャンパーで前年度のインターハイ王者。落ち着いた印象があるが、過去にノノと同じ大会に出場して1位の座を年下の女子であるノノに奪われ、表彰式後、怒りに任せてノノに暴行をふるったことがある。その後は彼女を倒す事を目標としてきたが、その当人の訃報を知ってショックを受けた事が真岡の話から明らかにされた。ノノを意識して小柄な選手のように繊細に風に乗る飛び方をしており、この体格に合わない飛び方が赫の後塵を拝している理由と与田は分析している。
インターハイの1本目では難波の妨害に遭いながらも高記録を出しノノを超えた気持ちになるが、2本目でゲートのそばでノノ・鷺坂と話をしていた際、ノノ自身に否定される。ノノの死を悲哀していたが、ノノ（真岡からすれば悠太）のジャンプを見た際に、ノノのジャンプそのものであると感じ「悠太のジャンプの中にノノが生きていた」と涙していた。
笹宮 宙（ささみや おおぞら）
雪野高校のジャンパーで前年度のインターハイの準優勝者。女性に非常に人気があるが、ファンに最低限の反応を返すだけで、雪野高校の中では特に勝負に徹しており、インターハイの宿舎では、奥信のメンバーに柔和な態度で接する一方、団体戦の優位を持ち込む強かさを持っている。去年の準優勝者だがインターハイでは1本目、2本目共に条件が悪かったこともあり、エース級には大きく差をつけられている。
真岡との付き合いは長く、ノノの訃報を知った真岡の反応に酷く驚いている。
赫 和也（てらし かずや）
雪野高校のジャンパーで恵まれた体躯とノノに匹敵する才能の持ち主。その素質は与田に反則と言わしめるほどで、現時点で最強の高校生ジャンパーの評価を得ている。190cmを超える長身に広い肩幅、100キロ近いスピードでもカンテ（踏み切り）を捉える動体視力に桁外れの脚力でジャンパーとして隙がなく圧倒的な実力を持つ。既に全日本ジュニアに所属していたが、突如離脱しインターハイへの出場を決めている。先輩の真岡や笹宮などの目上に対してはそれなりに礼儀正しくしているが、自分が勝つことは当然と周囲を見下した言動が多く、「上を目指すためには、自分が勝つことで他人の夢を潰し、そうした想いを無駄にしない使命感を自身の力にすることが必要で、インターハイで多くの人の夢を踏み躙りたい」などと発言している。
しかし、それらは「弱い選手が失敗しても同情されるだけ、嫌われるのは強い証拠」という持論と失敗したときに自分の発言以上にバカにされる状況を作って自身を追い込むためのものであり、「どんなに嫌われても金メダルを取って日本人が喜べば、それで報われる」とストイックにジャンプに打ち込んでいる。
大の猫好きで、猫を見かけると我を忘れて、自身の身体能力で捕らえ精神的に発狂させるまで溺愛する。また、猫耳の美少年・美少女も彼の守備範囲内で猫耳を持ち歩く、80年代の少女漫画のような美少女のイラストを描くといった愉快な面もある。
インターハイで、上記の思考を憚る事無く宣言し、多くの選手から反感を買う。1本目のジャンプでは、その負の想いを一身に浴びるも、斜面ギリギリの最高記録を出し、圧倒的実力を見せ付けた。しかしそれを尻屋に越えられてしまい人目もはばからず涙を流した。２本目で立ち直って飛んだが、周囲の憐れむような眼を感じ、大ジャンプを出したもののノノの大ジャンプは越えられなかった。
連載時は「克也」という名前だったがコミックス11巻で変更された。
栗橋（くりはし)
雪野高校のジャンパー。悠太の中学時代の先輩で下劣な性格の嫌な奴。女性にもてる悠太が気に入らず、北海道では悠太だけではなくノノや奥信の選手まで侮辱した。赫が海外遠征に参加している間は雪野の3人目として試合に参加するが、実力は大きく劣り、笹宮からは頼りないといわれている。

### 遠野実業高校（岩手）
岩手県にある高校。伊東と綾が出会った10年前から同じコーチ（綾の父）が指導をしていて、その時はインターハイ優勝など考えもしなかった（コーチ曰く『ウチのクソ部員どもじゃ優勝は目指せそうもない』）。今年は伊東を始めいい選手が揃い、優勝を目指す。
伊東 賢一（いとう　けんいち）
遠野実業のエースジャンパー。真面目な努力家でチームメイトを鼓舞するなどリーダーシップに優れる。実力はあるが運に恵まれず怪我で去年のインターハイを欠場している。ジャンプを始めたキッカケは、綾に一目惚れし、綾の父に「娘をやるのは誰よりスキーが好きで最低でもインターハイで優勝できる奴だけだ」と言われたためであり、その後10年間、生活のすべてをジャンプにささげ、普通の靴よりスキーを履いている方が長く、夏もローラースキーを履いている。彼女のためにレベルの高い高校に行けるのに、綾の父がコーチをしている遠野実業を選んだ。しかし、彼自身が相当に無表情で感情が伝わり辛い物腰のため、綾が好きなことは周囲には気づかれていない。インターハイの1本目では、難波の策略で失格にされそうになったが、偶然にも禰宜田に救われ、最高のサッツを決め大記録を出すが、２本目は条件が悪く敗退する。ズボンのチャックがよく開いており、その度に綾に注意されている。
久保 太平（くぼ　たいへい）
遠野実業のジャンパー。マネージャーの綾に好意を持っており、インターハイの1本目では綾にほめられたい一心で高記録をたたき出す。2本目の際に綾に告白するが伊東との交際を応援されていると思われ、勘違いに気づかないまま与田の予想を大きく上回る記録を出す。
大塚 桜（おおつか　さくら）
遠野実業のジャンパー。インターハイの1本目では伊東の激励に応え高記録をたたき出す。2本目では先に飛んだ尻屋の記録に動揺するも自己ベストを超えたジャンプをきめる。
綾（あや）
遠野実業のマネージャーでコーチの娘。伊東のトレーニングをよくサポートしており、スポーツ進学に反対する伊東の両親を説得した。10年前に、伊東が綾に一目惚れしたと同時に、伊東に一目惚れしているが、両思いなことには気づいていない。伊東がインターハイに優勝したら交際する約束を交わしている。
綾の父
遠野実業スキー部のコーチであり、綾の父親。綾に対して行き過ぎな親馬鹿であり、娘に好意を抱く伊東を疎ましく思っている。しかし、綾との交際は別にすれば伊藤が非凡な素質を持った選手として惚れこんでおり、コーチとしてインターハイ後も育成に力を入れたいと思っている。

### 守門高校（新潟）
元オリンピック代表の下里広明がコーチを務める高校。以前までインターハイではずっと5,6位くらいのチームだったが、今年のインターハイ（新潟県開催）は一気にトップになったので（その理由は後述）、地元の活躍でにわかに大盛り上がりになった。
下里 広明（しもさと ひろあき）
守門高校コーチ。由良悠介、天津敦、槙野慎二と同じ元全日本メンバー。選手時代は不正を嫌って正々堂々やっていたが、結果の残せない選手の扱いを知って、勝てば官軍と設備や経験の差という不平等と不正行為を同列に語って選手に不正を推奨する教育者にあるまじき考えを持つようになる。
選手にスーツに細工をして飛距離を伸ばす不正を教えるだけではなく、インターハイでは裏で競技委員長である難波を賄賂で買収し、彼と共謀して自分のチームが勝てるよう不正工作を企てていた。しかし、1本目が終わり後ろめたさから棄権を申し出る選手達を見て自身の過ちを認め、選手達に後味の悪い思いをさせたことを謝罪した。
下里（しもさと）
守門高校のジャンパーでコーチの息子。守門高校で最も不正に対する倫理観に欠けており、更生を願って過去の不正を顕にした槙野の話に対して「罪悪感があるのならオリンピックに出た後にでもカミングアウトすればいい」と皮肉めいた発言をして、メンバーに不正行為を正当化させた。しかし、不正に対して後ろめたさがないわけではなく、父親にも隠しているが高所恐怖症でラージヒルのない高校生が自分の限界であり、絶対に父の期待に添えられないことへの負い目から父親の不正行為を肯定している。だが、インターハイで周囲が大記録を出す中、1本目で足を挫き不正をしても及ばないエース級との格の違いを痛感し2本目の辞退を申し出る。
名前は「克己」と「翼」が混同されて表記されはっきりしない。
園部 隆（そのべ たかし）
守門高校のジャンパー。母親を喜ばせたいと不正行為に賛同していたが、騙していることの罪悪感から棄権に同意する。
連載時は名前が「武」と混同されていたが、コミックス11巻で修正された。
細井（ほそい）
守門高校のジャンパー。記者達にチヤホヤされて満足したとのことで棄権に同意する。

### 月山商業高校（秋田）
秋田県にある高校。選手は全員が同じ島の出身でスキージャンプを始めて1年程度と経験が浅いが、島の遊びである飛込みの経験を活かしてジャンパーとしての実力はある。しかし、経験不足から着地の姿勢に難がある。メンバーは島の悪習を絶つため、インターハイで優勝して自分達の実力を示そうとしている。
禰宜田 義親（ねぎた よしちか）
月山商業のエースジャンパー。非常に暴力的で、尻屋に匹敵する戦闘能力の持ち主。インターハイでは鷺坂を侮辱した人間や不正を働いた難波を半殺しにし、尻屋とも殴り合いを行った。競技の際は、フルフェイスのマスクを着用する。
男鹿半島の先にある小さな島の出身で、島一番の豪邸で裕福に暮らす。しかし、それは島の民間宗教で15年に一度、子どもが生け贄 として島で一番の崖から身を投げる儀式のために御供を出した家に与えられる特権で、彼の両親は生け贄をだして裕福な暮らしをするために彼を産んだ。儀式の当日、両手両足を縛られた状態で崖から落とされるが、岩に激突する寸前、足で岩肌を蹴り、風に乗って飛び跳ね見事綺麗な姿勢で海に飛び込み生還できた。また、儀式には御供の生還を賭博とした 制度があり、生還して得た勝ち金で鷺坂、浅見と共に漁船をチャーターして島を離れ、スキージャンプを始める。
スキージャンプを始めて1年程度だが、儀式での経験で得た集中力で90キロのスピードの中で完璧にカンテ（踏み切り）を踏み、風を視覚で捉える能力で風に乗る驚異的な実力を持つ。インターハイの1本目では赫に次ぐ大記録をたたき出す。2本目では無風と初の低いゲートでの苦戦の中、わずかな追い風と横風に乗り大記録を出す。浅見からは「禰宜田にとってジャンプは簡単すぎる」と言われ自身も「単なるチキンレース」と甘く見ていたが着地や滑走などの未熟さから敗退する。しかしノノの実力を認め、同時にスキージャンプの楽しさを改めて悟った。
鷺坂 慎之介（さぎさか しんのすけ）
月山商業のジャンパー。一見美少女と見紛う容姿をした美少年。性同一性障害ゆえに物心がついた頃から女性らしく、小さい時は「女男」と言われていじめられていた。小学校高学年の時に初対面の人から「かわいい男の子だね」と言われ、いつの間にか女の子っぽい自分が当たり前だと思っていた事に気付き、乙女道を進む事を決め、日常的に異性装を行い女の子になりきる努力をしている。その為ノノが女性であることを一目で見抜いた。子どもの頃は禰宜田の世話係で御供の予備だった。
男装するノノを自分と同類として友好的だが、本物の女子であることに対して嫉妬心を見せている。女子であるノノを競技者として無条件に見下しており、悪条件のジャンプを実力と勘違いした。エース級には及ばないものの白鷺にたとえられる綺麗なフォームの持ち主で1本目では去年準優勝の笹宮以上 の記録を出す。ただし真岡曰く着地は素人丸出し。
浅見 光（あさみ ひかる）
月山商業のジャンパー。冷めた性格で禰宜田の暴行に呆れつつも、半殺しにした人間の後始末を淡々と行っている。仲間意識は強く、同時に禰宜田の勝利を誰よりも願っているが、島の仲間以外には心を許さない排他的な面がある。前述の経験から「禰宜田がここにいる誰かに負けることなんてありえない」と、実力を強く信頼している。その為、1本目で赫が禰宜田以上の記録を出した際は非常に驚いていた。子どもの頃は禰宜田の世話係で御供の予備だった。

### その他
与田（よだ）
声 - 保村真
雑誌記者。人の潜在能力がオーラで見えるという能力を持つ（もっとも、後輩である村松には全く信じられていない）。元々はスキージャンプの選手であり、全日本で入賞したこともあったが、己の才能に限界を感じて記者の道へと進んだ。ノノから計り知れない力を感じ取り、独自に調査を始めた結果、現在の悠太が男装したノノであることを知る。その上で、彼女に接触し協力したいと申し出た。
村松（むらまつ）
声 - 庄司宇芽香
与田の部下。眼鏡をかけた女性。記者としては新人であるが与田に対する態度は不遜そのものであり、選手の熱意や意気込みが理解できず、口を開けば毒や愚痴ばかり。ジャンプに対する興味もほとんど持っていないため、一般に馴染みの薄いジャンプ競技を与田に解説されるが、すぐに忘れてしまう。
サマージャンプの取材時には、野々宮が放り出した「加東の写真」をこっそり回収した。槇野の好みのタイプらしく、彼に優しくされた際は、（ゲテモノといわれたも同然の）ショックの余りに頭から転倒した。
そら
北海道の高校2年生。名前とは裏腹に高所恐怖症。中学2年のときから悠太と付き合っていた。
夏休みを利用して悠太に会いに来たものの、悠太（ノノ）は表向きみかげと付き合っていることになっていたため、悠太を巡って争いを繰り広げることとなってしまう。しかし、実際は現在の悠太が本物ではない（妹のノノである）ことに一目で気付いており、悠太が亡くなっていることもおおよそ把握していた。その上で、ノノが怪しまれずジャンプを続けられるよう、同時に彼女なりに悠太とのけじめを付けるべく芝居を打っていたが、ノノ自身の口から事実を告げられたことで抑えていた感情が爆発し、ノノと抱き合いながら号泣した。
なぜか、天津は彼女と対面しても蕁麻疹が出なかった。
うみ
そらの妹。非常に勝気な性格であり、姉のそらに対して強い対抗心を抱いている。そらと比べて自分勝手な部分が目立つが、目的の実現のためにシュナイダーに懸命に尽くす健気な一面もある。
そらよりも先に悠太へ告白したが、酷い振られ方をし、傷心のまま父の転勤によってオーストリアに渡った。その半年後、悠太がそらと付き合い始めたと知り、悠太の夢を打ち破ってやろうという思いに駆られる。そのためにハンス・シュナイダーの告白を受け、そらと共に長野まで来た。その後目的を果たしたが、直後に悠太（ノノ）が泣く姿を見て、ショックを受ける。
ハンス・シュナイダー
オーストリア出身の新人ジャンパーにして強豪オーストリアの覇者。気ままで怠け者であり、必要な場合を除いてやる気を全く出さない。高校ではサッカーの天才キーパーとして海外から誘いが来るほどの選手だった。キーパーになった理由は「自分から動かなくていいから」というものであり、彼の性格が良く現れている。しかし、うみに告白した際に出された「スキージャンプでオーストリアの覇者になる」という条件を満たすため、スキージャンパーに転向。デビュー2年目にしてオーストリアの大会を総舐めにするほどの選手に急成長を遂げる。しかし、先述の性格から、その後の世界大会には真剣に取り組んでおらず、並程度の成績しか残していない。
ジャンプの実力は相当なものであり、ノノとの一騎討ちでは彼女より高さを下げたゲートからジャンプしたにもかかわらず、ノノの出した記録をあっさりと超えてみせた。その際ノノのジャンプについて「恐怖」が欠けていると話し、「それを克服しない限り世界では絶対に勝てない」と忠告した。与田によれば今まで見たどの選手よりも才能があり、本気で努力をすれば手の届かない存在になるという。名前の由来はハンネス・シュナイダー。
槇野 慎二（まきの しんじ）
全日本代表のジャンパー。2度連続オリンピックに出場し、由良悠介と共に出場した事がある。彼のジャンプでほぼ金メダルを確実にしていたため、転倒して表彰台にも昇れなくした悠介を強く恨んでいる（ただし、心中では由良さんと呼んでいる）。ハンスに負けたノノに3年後のオリンピックの団体戦で金メダルに貢献するように言う。10年前オリンピックの代表に選ばれるために不正工作を働いた過去があり、その後ろめたさを知っているため不正をする者を快く思っておらず、インターハイで守門高校の選手の更生を願って自身の不正を顕にする。与田曰く「ゲテモノ好き」（いわゆるブス専）で、好みのタイプの女性には紳士的な態度でサインに応じる。
天津 敦（あまつ あつし）
天津暁の父。元全日本代表で、由良悠介・槇野慎二・下里広明とアンカレッジ五輪に出場している。アンカレッジ五輪では4人の中で唯一、個人（ノーマルヒル）で銀メダルを獲得しており、チームとの仲は良好といえた。現在は長野県スキー連盟の理事を務めている。暁が小さい頃からジャンプを教育しており、「向かい風は強い者が飛ぶ時に吹く」ことを教えた。
前述にもある通り、暁のジャンプに「まだまだムラがあり、世界相手に戦えない」と評している。
加東 雅史（かとう まさし）
声 - 金野潤
一昨年のインターハイで優勝し、全日本選手権でも3位に入った大型新人ジャンパー。来季のナショナルチーム入りが決定しており、与田からも高く評価されていたが、練習を見に来ていたノノに手痛い指摘を受けて激昂。「負けた方が裸でジャンプ台から飛ぶ」という条件で野試合を行い、バッケンレコード越えの大ジャンプを見せられての完全敗北を喫する。
その後は地元の名門実業団である鹿川建設に入社し、ナショナルチーム入りを果たした。ノノとの約束を律儀に守り、サマージャンプの合同練習で再会した際には証拠の写真を手渡した。
尾形（おがた）
柔道全国ベスト8の実力者であり、寮でのノノのルームメイト。その腕力にものを言わせて無理やり気に入った男子を掘っていた（男子で訴えられる事は稀であるため）バイセクシャル。入寮初日の夜にノノに対し夜這いをかけたものの、反抗に遭い血ダルマにされる。その後も懲りずにストーキングを続けていたが、今度はその姿を尻屋に見咎められて殴り倒された。それでもなおノノへの執着を見せたあたり、耐久力と変態性は一級品。本人曰く「今まで何百何千の相手と戦ってきたので組めば相手の実力はわかる」という。
火野（ひの）
青鹿学園高校スキー部のコーチ。自らがコーチになって以降のスキー部の成績が振るわず、次の大会で結果が出せなければクビという所まで追いつめられていた。姑息で卑劣な男で、かつては新宮の板に細工を施して事故の原因を作った張本人でもあり、更には部の資金を横領しており、新宮を使って尻屋と天津を潰そうとするなど、自らの地位を守るためなら手段は選ばない。
サマージャンプ大会で優勝するために尻屋と天津を潰そうと企み、新宮を唆して尻屋のスキー板に細工を施させ、結果として重傷を負わせる。しかしノノと天津の活躍によって青鹿学園は敗退し、更に尻屋の事故を仕組んだことを理事長に知られたため、理事長からクビを宣告された。その後、一番の「計算外」だったノノを逆恨みするようになる。
後に地区大会の会場に姿を現すが、その際にはすっかり落ちぶれた様子になっていた。そこでノノを闇討ちしようと後を追った際、ノノが着替えている所を見てノノが女である事を知ってしまう。そこから方針を変えて彼女を脅迫しようと企み、ノノのインターハイ出場が決定した数日後のノノの誕生日に彼女の前に現れ、彼女の正体を知ったことを脅迫の材料にして自分の部屋に拉致し、性的暴行しようとした（89話：コミックス9巻）。しかし岸谷が救助に現れて失敗、直後岸谷を刺し大怪我を負わせたが、その直後に騒ぎを聞いて部屋に入ってきた隣人に岸谷を刺した場面を見られ、警察に通報され逮捕された。その後取調べで刑事に「野々宮悠太は女だ」と話したが全く取り合ってもらえなかった。しかし、ノノが由良悠介の子供である事、模範囚なら次のオリンピックにまでに釈放される事を知って、ノノへの報復を諦めていない。
寺之内（てらのうち）
青鹿高校のエースジャンパー。髪型は丸坊主。ジャンプの能力は並以上のものがあるが、ノノや天津の存在で少し活躍感が薄くなっている。サマージャンプ大会の際、表彰式の時に火野の企みを知りそれを理事長の前で話した。曰く「自分の選手も信じていないようなコーチには従えない」。
パーヤネン
フィンランド人医師で元スキージャンプ選手。与田に依頼されて墜落し意識を失っていたノノを治療した。
現役時に来日したときに自分への声援が大きかったことで日本は自分のファンが多いと気に入り住み着いたが、実際は名前が面白がられて囃されていたのを勘違いしていただけだった。
尻屋 小町（しりや こまち）
尻屋潔の実妹。ゴシックロリータのような服装をしている。性格は尻屋とは対照的におしとやかで礼儀正しい。兄想いの優しい少女でもあるが、欲望に忠実な方向へ話を飛躍させ過ぎること、空気を読めないなど共通点がある。地区大会がノノと尻屋の代表争いとなったとき、尻屋の想いを知っていたためノノに辞退を求めに来る。しかし、いざノノに対面するとその場で一目惚れしてしまい、即座に契りを結んでほしいと言った（皇帝の影響を受けていたため）。
難波（なんば）
インターハイ競技委員長。とんがりコーンが好物。キャバクラでの豪遊が原因で大量の借金を抱えており、そこを下里に目をつけられ、インターハイで買収され（守門高校を優勝させれば、報酬として百万円を受け取るという契約）、有力校潰しに手を打つ。しかし、不正に気づいた禰宜田に粛清される。

## 備考
- 68話にて同誌に連載されている『華麗なる食卓』のキャラクターであるガルーダがモブの一人として登場している。
- コミックス11巻では連載時とコミックスでキャラクターの名前の変更や訂正がいくつかある。
- 2010年の末に連載終了となったが、このことに関して作者は納得しておらず、自らが決めた結末ではなく、実質上の打ち切りであったことをツイッターで示唆している[1]。
- 奥信高校のモデルは長野県飯山高等学校[2]。

## 書誌情報
- 岡本倫『ノノノノ』 集英社〈ヤングジャンプ・コミックス〉全13巻
  1. 2008年3月19日発行 ISBN 978-4-08-877415-2
  2. 2008年6月19日発行 ISBN 978-4-08-877465-7
  3. 2008年9月19日発行 ISBN 978-4-08-877508-1
  4. 2008年12月19日発行 ISBN 978-4-08877571-5
  5. 2009年2月19日発行 ISBN 978-4-08-877598-2
  6. 2009年5月19日発行 ISBN 978-4-08-877647-7
  7. 2009年8月24日発行 ISBN 978-4-08-877705-4
  8. 2009年11月24日発行 ISBN 978-4-08-877761-0
  9. 2010年1月24日発行 ISBN 978-4-08-877790-0
  10. 2010年3月24日発行 ISBN 978-4-08-877832-7
  11. 2010年7月16日発行 ISBN 978-4-08-877881-5
  12. 2010年10月19日発行 ISBN 978-4-08-879047-3
  13. 2011年2月18日発行 ISBN 978-4-08-879106-7

## ラジオドラマ（VOMIC）
VOMICにて配信された。全4話。